# Ali Gürbüz
Ali Gürbüz (ur. 26 października 1987) – turecki zapaśnik walczący w stylu wolnym. Zajął dziesiąte miejsce w Pucharze Świata w 2010. Trzeci na MŚ i ME juniorów w 2007 roku.